# Виишоара (Констанца)
Виишоара (рум. Viișoara) насеље је у Румунији у округу Констанца у општини Кобадин. Oпштина се налази на надморској висини од 136 m.

## Становништво
Према подацима из 2002. године у насељу је живело 1704 становника.

### Попис2002.
| Расподела становништва по националности 2002.‍ | Расподела становништва по националности 2002.‍ | Расподела становништва по националности 2002.‍ | Расподела становништва по националности 2002.‍ | Расподела становништва по националности 2002.‍ |
| --------------------------------------------- | --------------------------------------------- | --------------------------------------------- | --------------------------------------------- | --------------------------------------------- |
|                                               |                                               |                                               |                                               |                                               |
| Румуни                                        | Румуни                                        |                                               | 1.591                                         | 93,5%                                         |
| Роми                                          | Роми                                          |                                               | 60                                            | 3,5%                                          |
| Татари                                        | Татари                                        |                                               | 50                                            | 2,9%                                          |